# Grand orphelinat militaire
Le grand orphelinat militaire est un établissement d'enseignement et de formation pour les enfants de soldats et les orphelins militaires à Potsdam. C'est le plus grand ensemble baroque fermé de Potsdam.
L'institution est une fondation du roi de Prusse Frédéric-Guillaume Ier du 1er novembre 1724. Les enfants âgés de 6 à 16 ans doivent être instruits dans le christianisme, la lecture, l'écriture et le calcul, puis apprendre un métier. La fondation existe encore aujourd'hui et soutient des projets d'activités pour la jeunesse.
Le Monoptère (de) couronné par la figure dorée de Caritas sur le bâtiment principal baroque de 1771 est l'un des monuments de Potsdam que l'on peut voir de loin.

## Histoire

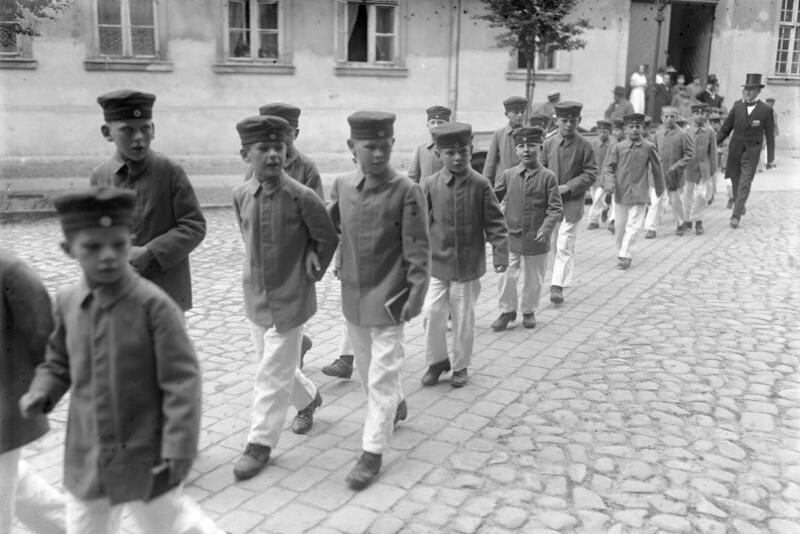
Élèves, 1932

Frédéric-Guillaume Ier visite les Fondations Francke à Halle-sur-Saale en 1713 et 1720. Il fonde la fondation Grand orphelinat de Potsdamsches et fait construire l'orphelinat militaire de 1722 à 1724 sur le modèle de Halle. Il doitservir d'institution d'assistance pour les enfants de soldats tués, décédés ou appauvris. Pour ce faire, le roi cède à l'orphelinat des terres telles que le domaine royal de Bornstedt pour l'approvisionnement en nourriture. Destiné au départ uniquement aux garçons, il accueille également des filles à partir de 1725, soit 600 enfants au total. Il est propriétaire de la plus grande manufacture de draps et de tissus de l'État, l'entrepôt royal (de) et d'une mine à Bad Freienwalde. Les enfants sont également loués à des manufactures de draps et à des fabriques de fusils, où ils travaillent jusqu'à 10 heures par jour et où environ 200 d'entre eux meurent chaque année en raison de la charge de travail élevée. Au début des guerres de Silésie en 1740, il y a déjà 1400 "élèves" hommes et 155 femmes. L'orphelinat est géré de manière strictement militaire. En 1802, l'orphelinat loue le domaine de Bornstedt au préfet Kähne, propriétaire du château de Petzow. À partir de 1747 (et jusqu'en 1811), les domaines de Torgelow et de Soonenburg sont loués au Grand orphelinat militaire. L'orphelinat militaire possède également les usines d'alun près de Bad Freienwalde
La formation doit donner aux élèves une base pour une existence future autonome et responsable. Ces conditions permettent aux enfants de bénéficier d'une assistance, d'une éducation et d'une formation supérieures à la situation. Après leur formation scolaire, les garçons apprennent un métier artisanal, tandis que les filles sont formées à l'économie domestique. Les enseignants obtiennent de très bons résultats auprès de leurs élèves. Certaines des méthodes d'enseignement expérimentées trouvent également un écho dans d'autres écoles prussiennes. Dans le cadre du siècle des Lumières, au XVIIIe siècle, des réformes sont entreprises. L'ensemble du système éducatif est réorganisé selon les idées du réformateur scolaire brandebourgeois Friedrich Eberhard von Rochow. Une grande partie des manuels scolaires et des méthodes d'enseignement sont renouvelés à cette occasion.
En raison du traité de Versailles, l'orphelinat est géré par des civils à partir de 1919/1920. Les enfants des soldats ne sont plus les seuls à être accueillis, mais également ceux des fonctionnaires de l'État prussien. Sous l'influence de la réforme pédagogique, le système scolaire de l'orphelinat change radicalement. La vie quotidienne et l'enseignement à l'orphelinat deviennent plus modernes et plus variés.
En 1933/1934, l'orphelinat est reconverti en établissement d'enseignement politique national et en 1937/1938, il est placé sous le contrôle de la Wehrmacht. Peu de temps après, un lycée appartenant à l'établissement est créé. Après les dommages de guerre du début de l'année 1945, l'orphelinat est restauré sous une forme simplifiée.
La fondation existe jusqu'en 1952. Le 1er avril 1952, le gouvernement du Land de Brandebourg dissout la fondation et l'exproprie sans indemnité. Tous les biens de la fondation sont nationalisés.
En RDA, le complexe de bâtiments sert de foyer pour enfants, puis d'immeuble de bureaux, notamment de "maison des syndicats", et d'internat pour l'Institut de formation des enseignants de Potsdam. En 1992, la décision de dissolution est annulée, de sorte que la fondation existe formellement sans interruption depuis 1724. Depuis 1994, elle peut à nouveau s'autofinancer, alors qu'au début, le Land de Brandebourg lui accorde des subventions. L'une des sources de financement est en grande partie la location de l'orphelinat, notamment à certains syndicats, et d'autres biens immobiliers.
La fondation a aujourd'hui son siège dans le quartier du Grand orphelinat et soutient des projets d'activités pour la jeunesse. Adaptés aux conditions actuelles, des projets innovants, allant au-delà de l'offre régulière, doivent être encouragés dans l'éducation des enfants et des jeunes ainsi que dans l'exploitation de structures d'accueil, d'éducation et de formation professionnelle pour les enfants et les jeunes. L'accent est également mis sur l'encadrement des enfants et des jeunes défavorisés.

## Bâtiment

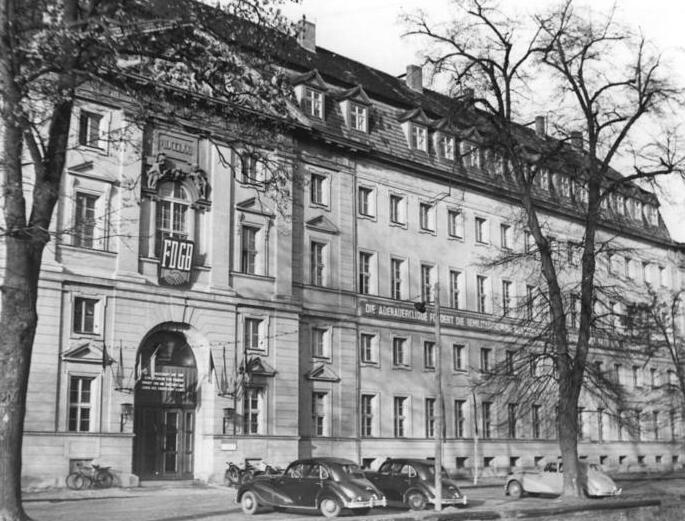
Photo de 1958; Commentaire original : Reconstruction à Potsdam. La Maison des Syndicats.

Le Grand orphelinat militaire est probablement le plus grand ensemble de bâtiments baroques fermés de Potsdam. Il se compose des bâtiments de la Dortustrasse 36, de la Lindenstrasse 34 et de l'hôpital de la Breiten Strasse 9.
Le bâtiment fondateur est construit dans les années 1722 à 1724 sous la forme d'un bâtiment à colombages. En 1737, l'orphelinat reçoit un orgue de Joachim Wagner (de). L'augmentation du nombre d'enfants nécessite plusieurs extensions. Le roi Frédéric II fait reconstruire l'orphelinat militaire de 1771 à 1778 selon les plans de Carl von Gontard. Un bâtiment de quatre étages est construit dans le style baroque tardif prussien. Gontard place un monopteros de 26 mètres de haut au-dessus de la cage d'escalier principale dans l'avant-corps central. Pour son dôme, Rudolph Kaplunger (de) créé une figure dorée de Caritas avec une branche d'olivier et un cœur brûlant dans ses mains.
Le Grand orphelinat militaire sert également de plateau de tournage : une partie du film Jeunes Filles en uniforme (1931) y est tournée, dont la scène de la tentative de suicide de Manuela von Meinhardis (Hertha Thiele) dans la cage d'escalier.
Pendant la Seconde Guerre mondiale, certaines parties du complexe de bâtiments subissent de graves destructions suite du raid aérien du 14 avril 1945 . La coupole du Monopteros s'effondre le 26 avril 1945 sous le feu de l'artillerie soviétique. Elle est perdue avec la figure de la Caritas. La couronne de colonnes endommagée est démolie en 1950, le reste du bâtiment principal estreconstruit sous une forme simplifiée jusqu'en 1950. L'aile nord-est (au coin des rues Dortu et Sporn) est démolie en 1960. L'aile sud-est (rues Breite et Dortus) est dynamitée en mai 1966 pour être reconstruite entre 1971 et 1981.
Lors de la dernière restauration, tous les détails de la coupole, les colonnes, les chapiteaux, les vases et les putti ont dû être refaits. Dans les années 1950, certains éléments ont déjà été refondus, mais ils sont en béton et certains d'entre eux ne comportent pas de verres à vin très adaptés. Grâce à des photos détaillées, la plupart de ces éléments ont pu être reconstitués. La statue de Caritas a toutefois posé plus de problèmes. Elle n'apparaît que de manière floue sur de nombreuses photos et représente un grand défi pour le sculpteur Andreas Hoferick (de). La restauration est achevée en 2004 et la figure de 3,75 mètres de haut se tient à nouveau sur sa tour de temple de 46 mètres de haut dans la Lindenstrasse. Les coûts de 4,2 millions d'euros sont pris en charge par la Fondation du grand orphelinat militaire de Potsdam, la ville de Potsdam et le Land de Brandebourg, la population et la Fondation allemande pour la protection des monuments.

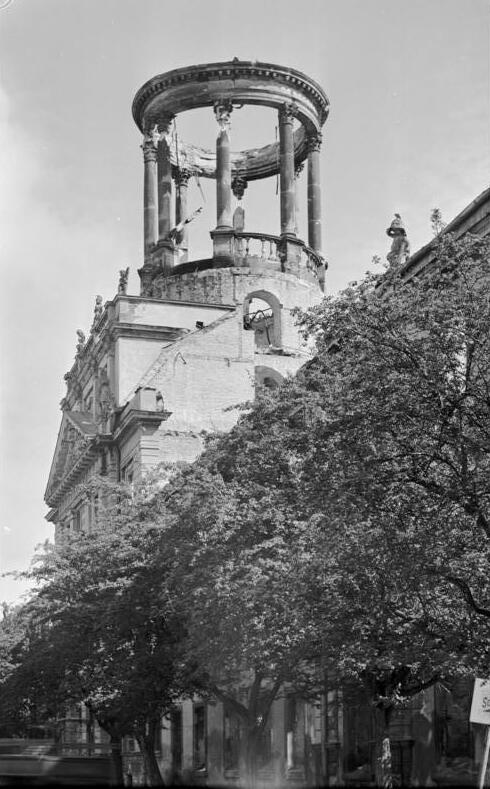
Monoptère détruit
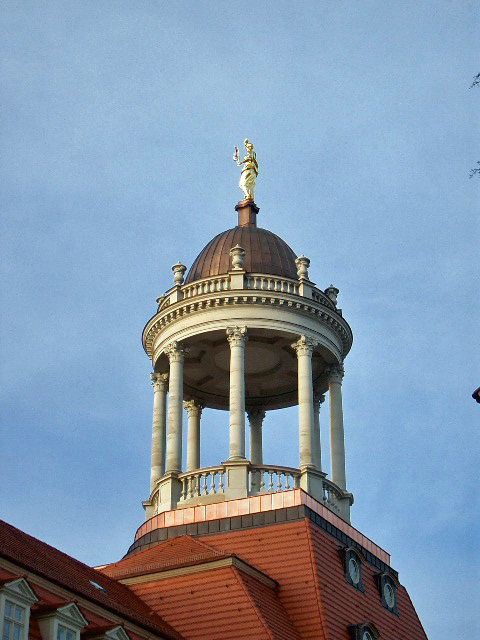
Monoptère reconstruit avec la statue de la Charité dorée
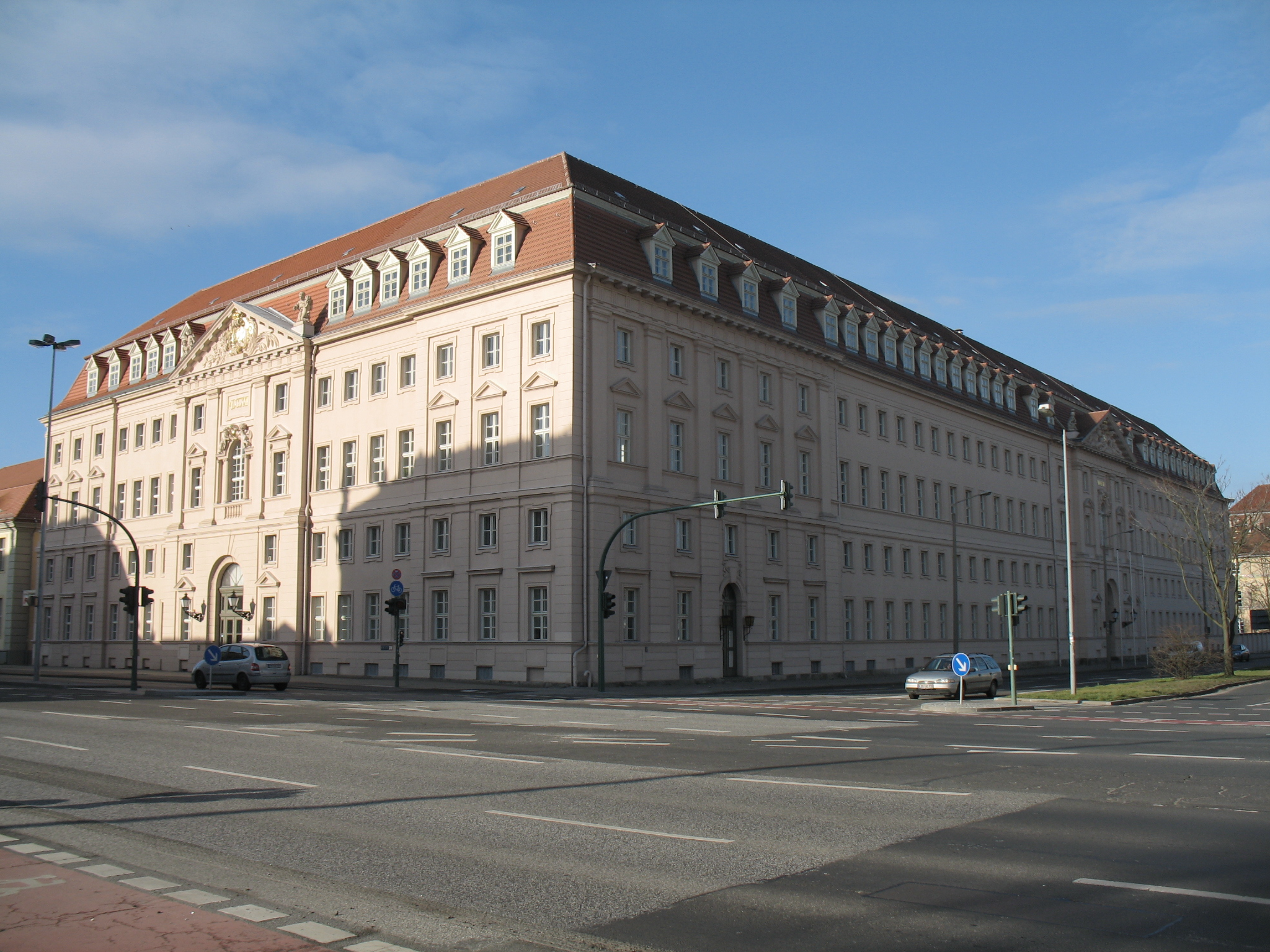
Façade sur Breite Strasse et Dortustrasse
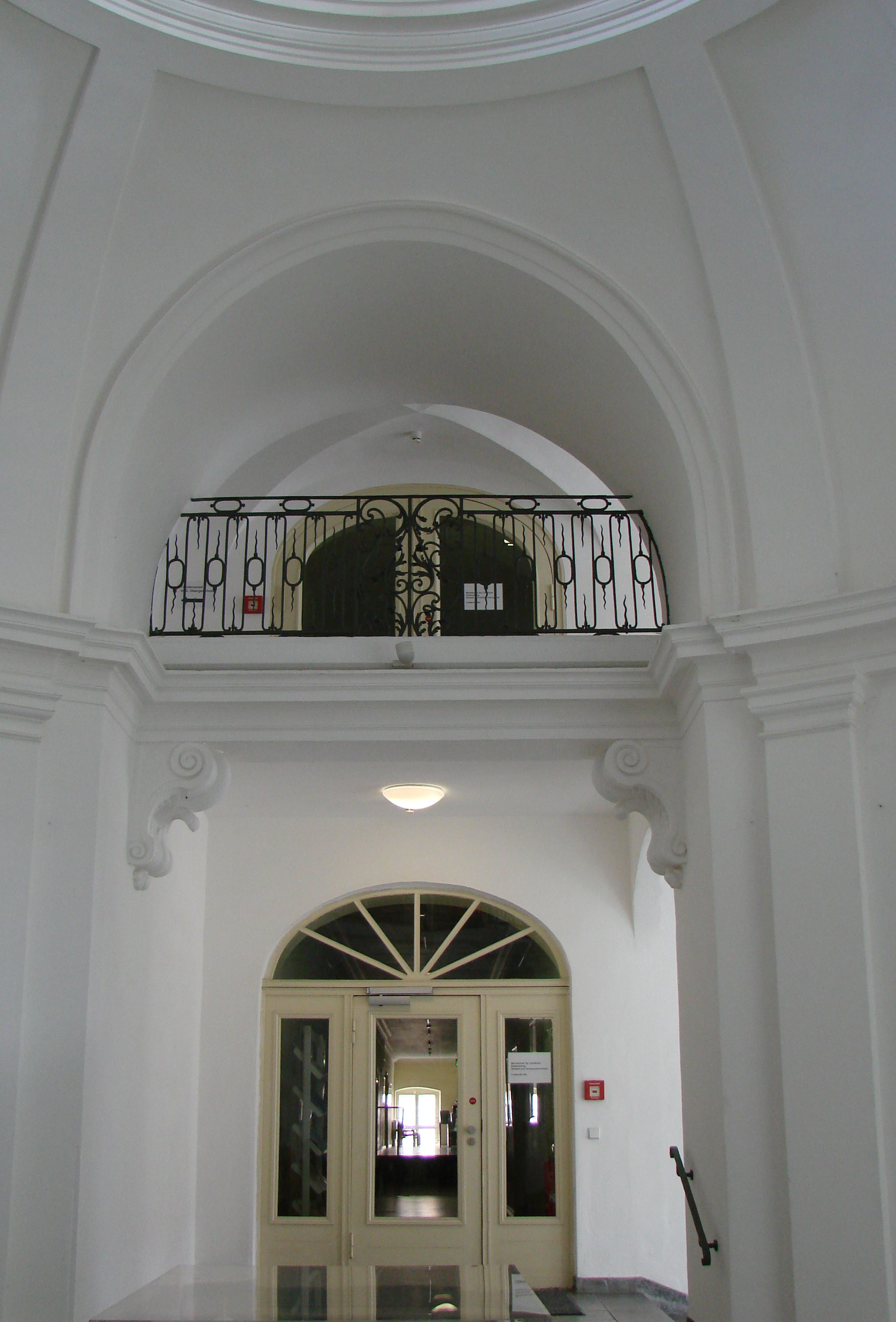
Hall d'entrée au rez-de-chaussée
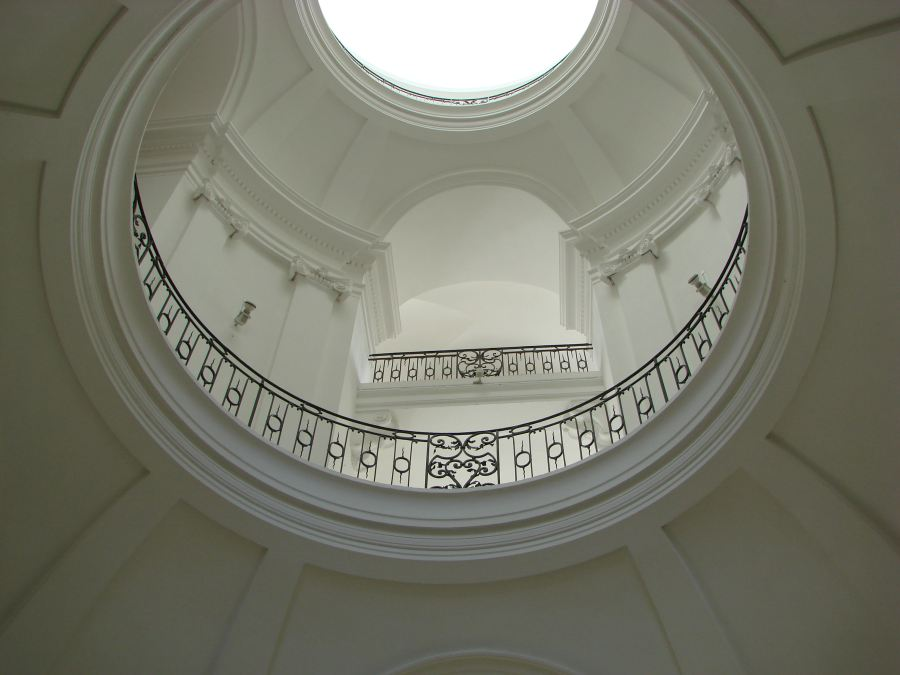
Vue de l'intérieur du dôme dans la zone d'entrée

### Directeurs et éducateurs
Le chef de la direction est le ministre prussien de la Guerre du moment.
- Friedrich Wilhelm von Rohdich
- Wilhelm Ferdinand von Berg (1827-1847)
- August Zarnack (de), directeur de l'éducation 1815–1827
- Friedrich Wilhelm Gotthilf Frosch (de), prédicateur et chef du système scolaire 1824-1834
- Ferdinand von Stülpnagel, directeur 1837-1840
- Adolph von Randow (de), directeur 1856–1881
- Anton von Steuben (de), directeur 1911-1920
- Wilhelm Staehle, commandant 1939-1945